# 真田せつこ
真田 せつこ（さなだ せつこ、1964年6月29日 - ）は、日本のファッションモデルであり、タレント、女優である。現在自身の個人事務所オフィスペッシュ所属　元オフィス斬所属。

## 来歴
1964年（昭和39年）、三重県生まれ。文化女子大学（現:文化学園大学）家政学部服装学科卒業。
1984年（昭和59年）から翌1985年にかけて、テレビ番組 『オールナイトフジ』（フジテレビ）に、『オールナイターズ』の一員としてレギュラー出演していたことで知られる。そのほかにも、マレーシア航空のキャンペーンガール（1988年 -）やレースクイーンとしても活動していた。また、女優として多くのドラマ、映画、舞台などへの出演歴がある。
最も早くから行っていたモデル業に関しては、女性誌、ファッション誌のほか、男性誌のグラビアページにも登場し、2003年（平成15年）以降には 『週刊現代』、『アサヒ芸能』、『日刊ゲンダイ』、『週刊大衆』などでヌードを披露している。この頃の活動では、「田園調布在住の生粋のセレブ美熟女」 と謳っていた。
2015年講談社FRIDAYに「最強の美魔女」と紹介され8P袋とじでグラビア掲載。

## 出演

### 映画
- 借王（シャッキング）4（1998年7月公開、日活） - ユミ 役
- 借王（シャッキング）5 THE MOVIE Vol.5 沖縄大作戦（1999年2月、日活） - ユミ 役
- AI〜ある彼女の世界征服？！（2011年公開、SpiralRecord、脚本：澤田耕耶、監督：加藤謙司） - 松浦茂美 役

### オリジナルビデオ
- ひきこさん（2008年11月21日、TMC、永岡久明監督）
- おいしい食卓（2010年2月5日、TMC、永岡久明監督）
- 心霊盗撮ビデオ 呪われた鑑賞会（2010年8月6日、TMC）
- エクスリベンジャーズ ひきこさん ミ・ナ・ゴ・ロ・シ（2010年8月6日、TMC、山本淳一監督）
- ひきこさんVS口裂け女（2011年8月5日、インターフィルム、永岡久明監督） - 黒川志津江 役

### テレビドラマ
- 火曜サスペンス劇場「検事霞夕子24 隣の関係」（2004年12月7日、日本テレビ）
- 女と愛とミステリー「刑事吉永誠一 涙の事件簿2帰れない遺骨」（2004年12月15日、テレビ東京）
- 女と愛とミステリー「信濃のコロンボ事件ファイル7見知らぬ鍵」（2005年1月19日、テレビ東京）
- 土曜ワイド劇場「鉄道捜査官6岡山発特急スーパーやくもの殺意」西城美由紀　(2005年10月1日、テレビ朝日)
- 土曜ワイド劇場「新・棟居刑事シリーズ5背徳の詩集」（2011年7月30日、テレビ朝日）

## 作品

### イメージDVD
- 熟した魅力（2010年8月25日、エアーコントロール）

### 写真集
- 真田せつこ写真集 せつこ（2004年9月29日、双葉社、撮影:沢渡朔）ISBN 978-4575297263

### CD
- 2015年 6月 CD 心に化粧ほどこして
- 2015年 6月 CD 愛の迷宮(ラビリンス)